# Zaha Hassanová
Zaha Hassanová, nepřechýleně Zaha Hassan (arabsky زها حسن), je palestinská právnička v oblasti lidských práv, politická analytička, aktivistka, výzkumnice a spisovatelka. Obhajuje lidská práva ve Státu Palestina a také obhajuje mír mezi Izraelem a Státem Palestina. Je hostující členkou Carnegie Endowment for International Peace, New America Foundation a Middle East Program. Příležitostně přispívá do izraelských novin Hill a Ha'arec. Žije ve Washingtonu D.C., Spojené státy americké.

## Život
Zaha získala bakalářský titul v oboru politologie a jazyky a civilizace Blízkého východu na Washingtonské univerzitě. Získala titul J. D. na Kalifornské univerzitě a LLM v oboru nadnárodního a mezinárodního práva na Willamette University School of Law.
Je známá svou rozsáhlou výzkumnou prací o politice Palestiny, vztazích mezi Izraelem a Palestinou a míru mezi nimi. Svou výzkumnou práci zaměřila také na využívání mezinárodních právních mechanismů politickými hnutími a zahraniční politikou Spojených států v izraelsko-palestinském regionu. V letech 2010 až 2012 také sloužila jako koordinátorka a hlavní právní poradkyně palestinského vyjednávacího týmu, zejména když palestinská vláda usilovala o členství v OSN.  Působila také jako členka palestinské delegace v průzkumných rozhovorech mezi lety 2011 a 2012. Často se zapojuje do mírových rozhovorů a úsilí.